# Simeon din Emesa
Simeon din Emesa (n. 522 d.Hr., Edessa, Prefectura pretoriană a Orientului, Imperiul Roman de Răsărit – d. 588 d.Hr., Homs, Siria) a fost un ascet creștin din Siria, venerat ca sfânt din categoria „nebunilor întru Cristos”. 

## Venerație
Sfântul Simeon cel Nebun este sărbătorit în Biserica Catolică și în Biserica Ortodoxă pe 21 iulie.